# 路易吉洋樓3
《路易吉洋樓3》（中国大陆又译作）是一款由Next Level Games開發，並由任天堂于2019年10月31日發行于任天堂Switch平台的動作冒險遊戲。本作為《路易吉洋樓》系列的第三部作品。在遊戲中，玩家仍與往常一樣控制角色在洋樓中探險並使用鬼怪吸塵器捕捉鬼魂。但與之不同在于新增了多項角色能力和「傀易吉」模式。同時，也對多人模式進行調整，支持8名玩家共同遊玩「恐怖高塔」模式。本作回到《路易吉洋樓》（2001）的遊戲方式，在同一座建築物去冒險，而不像《路易吉洋樓2》（2013）那樣分成5座建築物。

## 故事
某天，路易吉、瑪利歐、碧姬公主等人收到了一份度假酒店邀請信，並邀請他們前往豪華酒店度假。但在他們進入酒店一段時間後，路易吉發現瑪利歐等人均被困在畫中無法動彈⋯⋯在得知事情原委後，路易吉再次與哎唷·喂博士一同合作，拯救受困於畫中的同伴們。路易吉能不能救出同伴呢？

## 登場角色
路易吉（Luigi）
瑪利歐的雙胞胎弟弟，從第二玩家（2-Player）衍生來的角色，亦是住在蘑菇王國的水管工。身材較高瘦，但性格較為溫順膽小。
傀易吉（Gooigi）
哎唷·喂博士所發明的路易吉克隆體。其外型與路易吉本人完全相同，但在接觸到液體時會融化。
哎唷·喂博士（Professor Elvin Gadd）
一名研究鬼怪的博士，經常拜託路易吉探索鬼屋，以蒐集鬼怪信息。
賈素妍（Hellen Gravely）
萊斯特度假酒店的老闆，她是害羞幽靈王的超級粉絲。
害羞幽靈王（King Boo）
最終Boss

## 開發
本作的企劃從2016年在任天堂3DS的遊戲《银河战士：同盟力量》發售後開始，最初在Wii U平台开发，后来才决定登陆任天堂Switch平台。
遊戲首次亮相于2018年9月14日任天堂直面會之中，並宣布將對應繁體中文及簡體中文。
2019年6月12日，任天堂在2019年E3展會中，公布了本作的更多画面和新增的操作方式，并在树屋直播中进行了试玩。

## 評價
根據媒體評分彙整網站Metacritic的敘述，《路易吉洋樓3》在整體上受到了好評。美國知名電子遊戲網站Polygon的總編輯Chelsea Stark稱讚了「傀易吉」的玩法，及遊戲中的各種關卡。她表示：「這次的鬼屋之旅可以說是路易吉至今為止最棒的一次冒險」。 IGN的Ryan McCaffrey也讚揚了關卡的設計和多樣性，並表示：「《路易吉洋樓3》有趣、吸引人、設計巧妙，非常希望能見到更多像這樣的作品，而不是二十年內只有三作」 。

### 銷量
截至2024年3月底，本作的全球銷售量已超過1425萬套，成為路易吉洋樓系列銷量最高的作品。

## 獎項
| 年份 | 獎項            | 類別                            | 結果 | 備註          |
| ---- | --------------- | ------------------------------- | ---- | ------------- |
| 2019 | 遊戲評論家獎    | 最佳主機遊戲獎                  | 提名 | [ 26 ]        |
| 2019 | 遊戲評論家獎    | 最佳動作/冒險遊戲獎             | 提名 | [ 26 ]        |
| 2019 | 遊戲評論家獎    | 最佳家庭/社交遊戲獎             | 獲獎 | [ 26 ]        |
| 2019 | Gamescom        | 最佳家庭遊戲獎                  | 提名 | [ 27 ]        |
| 2019 | Gamescom        | 最佳 Nintendo Switch 平台遊戲獎 | 提名 | [ 27 ]        |
| 2019 | Titanium Awards | 最佳藝術獎                      | 提名 | [ 28 ] [ 29 ] |
| 2019 | Titanium Awards | 最佳冒險遊戲獎                  | 提名 | [ 28 ] [ 29 ] |
| 2019 | Titanium Awards | 最佳家庭/社交遊戲獎             | 獲獎 | [ 28 ] [ 29 ] |
| 2019 | 遊戲大獎        | 最佳家庭遊戲獎                  | 獲獎 | [ 30 ] [ 31 ] |

## 外部鏈接
- 官方網站 （页面存档备份，存于）